# كيفن سبنسر
كيفن سبنسر هو كاتب أغاني ومغني كندي، ولد في 22 ديسمبر 1973.